# Harry Vernor Dixon
Pour les articles homonymes, voir Dixon.
Harry Vernor Dixon né le 30 octobre 1908 à Sacramento en Californie et décédé d'un cancer le 12 juin 1984 à Daly City (Californie), est un écrivain américain de roman policier.

## Biographie
Harry Vernor Dixon écrit, à partir de 1929, des nouvelles dans des magazines comme The Saturday Evening Post, Cosmopolitan ou Collier's.
Il écrit son premier roman en 1935. Puis une quinzaine à partir des années 1950 mais seulement deux ont été traduits en français.
Something for Nothing par son intrigue rappelle Le facteur sonne toujours deux fois, le roman de James M. Cain, et Mickey Spillane par son style narratif.

## Œuvre
- Laughing Gods, 1935
- Something for Nothing, 1950 (Rien ne va plus, Série noire no 82, 1951)
- To Hell Together, 1951
- Deep Is the Pit, 1952
- The Marriage Bed, 1952
- Too Rich To Die, 1953
- Up A Winding Stair, 1953
- A Lover for Cindy, 1954
- The Hunger and the Hate, 1955
- Cry Blood, 1956 (Chaussure à son pied, Un mystère no 334, 1957)
- Killer in Silk, 1956
- Get out of Town, 1960
- That Girl Marian, 1962
- The Pleasure Seekers, 1963
- Guerrilla, 1963
- The Rag Pickers, 1966